# 高倉文紀
高倉 文紀（たかくら ふみとし、1966年6月26日 - ）は、日本のアイドル評論家、ライター。
大学時代、アイドル評論の草分け雑誌『よい子の歌謡曲』にライターとして参加。その後は、フリーで女優・女性アイドルなどの取材や分析を手掛ける。

## 来歴
北海道出身。東海大学文学部広報学科広報メディア課程卒業。
『日経エンタテインメント！』（日経BP社）、『girls！』（双葉社）などの雑誌で女優・アイドルの取材と評論を展開。『日経BPムック　アイドルSpecial』（日経BP社）、『AKB48総選挙水着！サプライズ発表2014』（集英社）などでも取材を担当。
『ライアーゲーム　ザ・ファイナルステージ』『世にも奇妙な物語映画の特別編』（東宝）、『こちら葛飾区亀有公園前派出所THE　MOVIE』（松竹）などの映画の劇場プログラム／プレスで取材・執筆。
2008年～2011年に放送された女優情報番組『高倉文紀の女優系美少女リポート』『Girls　Newsアクトレス』（CS・エンタ!371）のMC・構成を担当。

## 著書
- 少女小説（共著、双葉社）
- テレビドラマの仕事人たち（共著、ベストセラーズ）
- 定本アイドル系譜学（共著、メディアワークス）
- テレビドラマ女優名鑑2000年版（共著、洋泉社）
- 美少女を探せ（JICC出版）
- 小中学生 子役・美少女タレント完全データブック
  - HEISEI子役・美少女名鑑（1995年10月2日、宙出版）ISBN 9784391117851
  - Jr.アイドル名鑑（1997年11月1日、宙出版）ISBN 9784872879261
  - Jr.アイドルPERFECT名鑑（1999年2月10日、ティーツー出版）ISBN 9784887497047

## 出演作品

### テレビ番組
- 高倉文紀の女優系美少女レポート（2008年4月 - 2009年12月、エンタ!371）
- News!371〜アクトレス（2009年10月3日 - 2010年3月18日、エンタ!371）
- 高倉文紀・日向千歩のGirlsNewsアクトレス（2010年4月 - 2011年3月、エンタ!371）